# Ski or Die
Ski or Die ist ein Wintersport-Computerspiel, das 1990 von Electronic Arts zunächst für DOS-PCs veröffentlicht wurde. Die Amiga-Version erschien erst rund ein Jahr später. Das Spiel ist der „Nachfolger“ von Skate or Die! (1987).
Es können Wettkämpfe in fünf verschiedenen Minispielen ausgetragen werden: Downhill Blitz (Extrem-Abfahrt), Acro Aerials (Freestyle-Skiing), Snowball Blast (First-Person-Schneeballschlacht), Snowboard-Halfpipe, Innertube Thrash (Abfahrt auf einem Reifenschlauch gegen einen Widersacher).

## Bewertungen
- Die Zeitschrift Power Play vergab die Wertung „77 %“ für die PC-Version (Ausgabe 5/1990) und „74 %“ für die C64-Version (Ausgabe 9/1990).